# Sibbarps kallbadhus

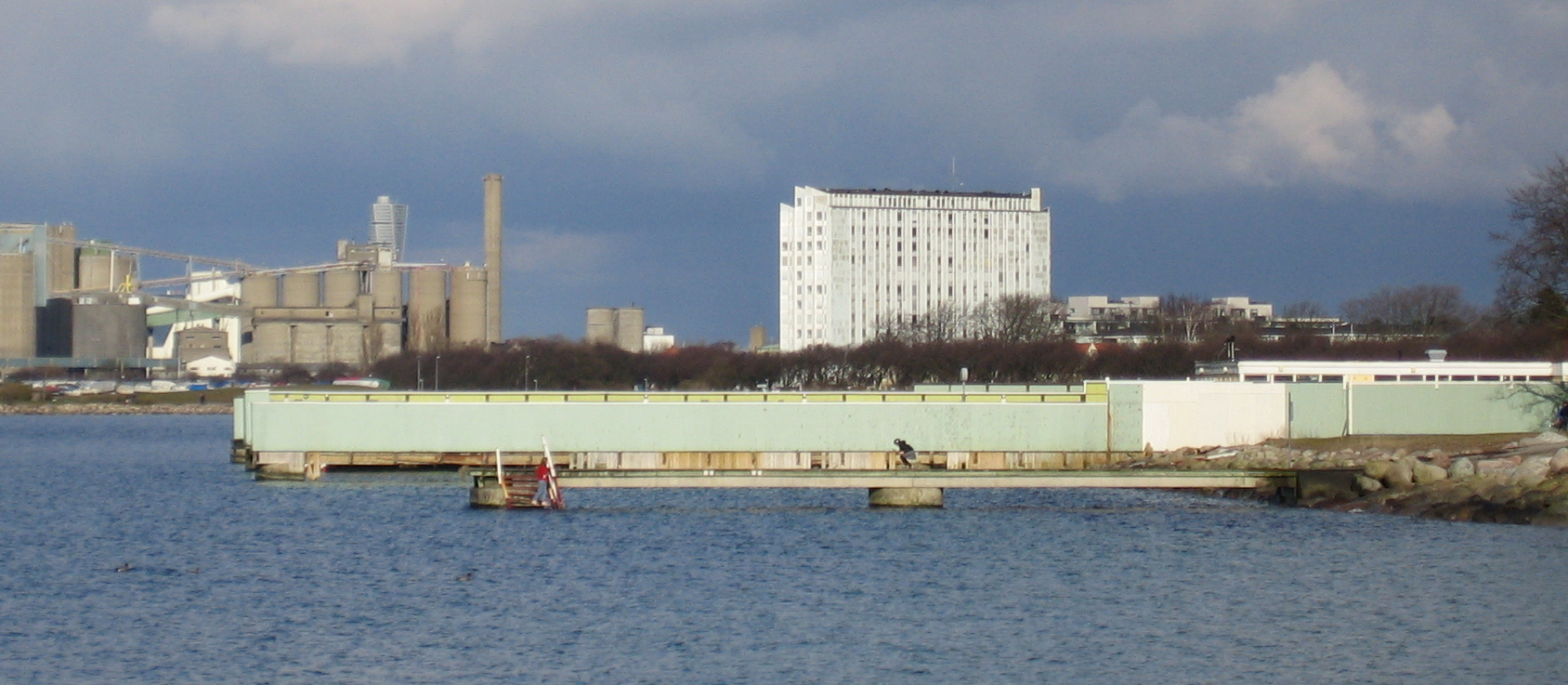
Sibbarps kallbadhus

Sibbarps kallbadhus är ett kallbadhus på Sibbarp i sydvästra delen av Malmö. Badet kallas även Sibbarps saltsjöbad. 